# Andreas Nilsson
Andreas Nilsson (ur. 12 kwietnia 1990 w Trelleborgu) – szwedzki piłkarz ręczny, reprezentant kraju, grający na pozycji obrotowego. Wicemistrz olimpijski 2012 z Londynu.

## Kariera sportowa
Od sezonu 2014/15 występuje w drużynie MVM Veszprem KC.

## Sukcesy

### reprezentacyjne
- Igrzyska Olimpijskie:
  -  (2012)

### klubowe
- Liga Mistrzów:
  -  2016